# 劉衍 (後漢)
劉衍（りゅう えん、生年不詳 - 125年）は、後漢の皇族。下邳恵王。

## 経歴
明帝の子として生まれた。72年（永平15年）、下邳王に封じられた。劉衍は容貌にすぐれ、章帝が即位すると、常に側近にあった。建初初年に加冠し、下邳国の師傅以下の属官は金帛を賜った。79年（建初4年）、臨淮郡と九江郡の鍾離・当塗・東城・歴陽・全椒の合わせて17県が下邳国に編入された。88年（章和2年）3月、下邳国に下向した。後に劉衍は病のため意識不明に陥ったが、太子の劉卬に罪があって廃位されたため、夫人たちが自分の生んだ子を後嗣に立てようと、相次いで上書した。和帝は彭城王劉恭を下邳に派遣して嫡庶を正し、劉衍の子の劉成を立てて太子とした。
125年（延光4年）2月乙亥、劉衍は死去した。

## 子女
- 劉卬（下邳王の太子であったが、罪あって廃位された）
- 劉成（後嗣、下邳貞王）

126年（永建元年）、劉成の兄2人と劉衍の孫2人が列侯となった。

## 伝記資料
- 『後漢書』巻50 列伝第40